# The Face of Love
The Face of Love  (Reinventando el amor en Hispanoamérica y La mirada del amor en España), es una película de drama romántico estadounidense de 2013 dirigida por Arie Posin y coescrita por Matthew McDuffie. Las estrellas de cine Annette Bening, Ed Harris, Robin Williams, Amy Brenneman, Jess Weixler y Linda Park. Se proyectó en la sección de Presentación especial en el Festival Internacional de Cine de Toronto 2013.

## Argumento
Nikki (Bening) es una viuda reciente cuyo esposo, Garret (Ed Harris), murió en un accidente por ahogamiento y que aún no lo ha superado. Objetos, personas y situaciones que le recuerdan a Nikki el amor de su vida aún la persiguen. Resumida solo a la vida, Nikki visita una galería de arte que a menudo frecuentaba con Garret y ve a un hombre (Harris en un doble papel) cuyo parecido con su marido la aturde. Ella regresa a la galería varias veces más, esperando verlo. Finalmente, Nikki lo identifica como profesor en una pequeña universidad local. Ella encuentra a "Tom" en Internet y visita una clase de arte que él está impartiendo; pero ella está emocionalmente abrumada y huye. Finalmente, Nikki se calma e invita a Tom a dar clases particulares de pintura en su hogar, en casa. Ella no le revela su parecido físico con su difunto esposo.
Nikki y Tom se convierten en amantes, ante la angustia emocional de su vecino (Robin Williams), que ha esperado atraer su interés de manera romántica desde la muerte de Garret, su amigo. La tensión de mantener a Tom en secreto de sus amigos y familiares, quienes reconocerían de inmediato el extraño parecido, comienza a desgastar a Nikki, Tom y la relación. Nikki no está sola guardando secretos en la relación. Tom, quien se divorció hace 10 años de su exesposa y aún mantiene una estrecha amistad con ella, no le dice a Nikki que padece una grave dolencia cardíaca. Cuando la hija adulta de Nikki, Summer, visita inesperadamente, encontrando a Tom en la casa, se enoja en una rabia rechazada por la aparición de Tom. Tom cree que su indignación es provocada simplemente por su presencia. Tom, desconcertado por la reacción de la hija, acepta cuando Nikki le pide que viaje a México con ella. En un centro turístico visitado frecuentemente por Garret y Nikki cuando se casaron, Tom descubre una foto de Nikki y su esposo en el bar, se da cuenta del parecido y también se da cuenta de que Nikki, psicológicamente desequilibrada, lo ha llevado al lugar donde murió su esposo. Tom se enfrenta a ella con el parecido y Nikki se escapa en el furioso surf, tal vez para suicidarse. Ella es rescatada por Tom y luego se abrazan en la cama con el conocimiento de que la relación no se basa más en sus similitudes físicas con Garret y está condenada.
Un año más tarde, Summer encuentra una tarjeta de galería de arte en el correo de Nikki que resulta ser una invitación a una exhibición conmemorativa del arte de Tom. Tom murió de su afección cardíaca, pero produjo un flujo de arte en su último año. Nikki asiste a la recepción ofrecida por la exesposa de Tom y ve con lágrimas en la pintura de Tom, titulada "The Face of Love".

## Reparto
- Annette Bening - Nikki
- Ed Harris - Tom / Garrett
- Robin Williams - Roger
- Amy Brenneman - Ann, la exesposa de Tom
- Jess Weixler - verano
- Linda park - ene
- Jeffrey Vincent Parise
- Kim Farris - anfitriona
- Leah Shaw - comprador del mercado de agricultores
- Chelsea O'Connor - camarera de la galería
- Deana Molle - Pareja # 2
- Yuki Bird - camarera

## Lanzamiento y recepción
En mayo de 2013, IFC Films adquirió los derechos de la película para distribuir en los Estados Unidos. La película fue estrenada en septiembre de 2013.
En Rotten Tomatoes, The Face of Love tiene un índice de aprobación del 43% basado en 68 comentarios, con una calificación de 5.2 / 10. El consenso crítico del sitio dice: "Tal vez valga la pena echarle un vistazo, aunque solo sea por la oportunidad de ver el trabajo confiable y confiable de Annette Bening y Ed Harris, The Face of Love socava las actuaciones de sus clientes potenciales con un guión de scattershot y una dirección sin rumbo". Metacritic, la película tiene una puntuación de 51 sobre 100, basada en 24 críticas, que indican "críticas mixtas o promedio".